# Mathoris loceusalis
Mathoris loceusalis är en fjärilsart som beskrevs av Walker 1859. Mathoris loceusalis ingår i släktet Mathoris och familjen Thyrididae. Inga underarter finns listade i Catalogue of Life.